# Отряд специального назначения «Русь»
Отряд специального назначения «Русь» (он же 8-й отряд специального назначения «Русь») — часть специального назначения внутренних войск МВД России, существовавшая с 1994 по 2008 год.
Одной из главных задач отряда была борьба с терроризмом и освобождение заложников. Личный состав отряда составлял около 700 человек.
Место дислокации — Москва, улица Красноказарменная, 8.

## История
Отряд «Русь» был сформирован 1 августа 1994 года на базе Отдельного мотострелкового батальона особого назначения (ОМСБОН, войсковая часть 3499). Первый командир — полковник Павел Зайцев, убитый в Чечне «огнём своих» 25 февраля 1995 года. Первоначально отряд входил в состав Отдельной дивизии оперативного назначения (ОДОН). В 1998 году отряд был выведен из состава дивизии и подчинен непосредственно главнокомандующему внутренними войсками.
В 2008 году отряд был вновь включён в состав ОДОН и после расформирован. Последний командир - полковник Юрий Дидковский. Боевое знамя отправлено в Центральный музей внутренних войск МВД России. На базе «Руси» и «Витязя» в составе ОДОН было создано новое подразделение — 604 Центр специального назначения внутренних войск МВД России.
24 октября 2014 года в Симферополе состоялась торжественная церемония, посвященная присвоению 35-му разведывательному отряду Северо-Кавказского регионального командования внутренних войск МВД России имени «Русь».

## Боевое применение
Боевое крещение отряд получил в Чечне, участвовал в освобождении заложников в Будённовске, Кизляре и Первомайском, прорывал кольцо окружения, в которое попали в августе 1996 года федеральные подразделения в Грозном. В 1995—1996 гг. личный состав отряда принимал участие в проведении специальных операций по «зачистке» районов Иваново, Бутенко, Катаяма, Заводского и Старопромысловского районов города Грозный, а также населенных пунктов Шали, Аллерой, Белгатой, Центорой, Майртуп, Эрсеной, Мескеты, Джалка, Октябрьское, Дарго, Введено и многих других, взятии населенных пунктов Аргун, Гудермес, Самашки, Бамут, Орехово, в проведении операции по освобождению заложников в Буденовске, Кизляре и селе Первомайское Республики Дагестан, обеспечении переговоров о разоружении незаконных вооруженных формирований под эгидой миссии ОБСЕ, обеспечении безопасности в зоне вооруженного конфликта высшего руководства МВД и командования внутренних войск МВД РФ, в проведении операций по выявлению и нейтрализации отдельных группировок дудаевских боевиков практически на всей территории Чеченской Республики и многих других задач. В общей сложности во время первой чеченской кампании спецназовцы провели в «горячей точке» более 20 месяцев.
«Русь» участвовал и в освобождении дагестанских сёл Чабанмахи и Карамахи, захваченных в августе 1999 года исламскими боевиками, пришедшими из Чечни, а затем и в контртеррористической операции, проводившейся на территории этой республики. Только в ходе специальных операций, проведенных летом 2001 года, были уничтожены такие известные террористы, как Арби Бараев, Абу-Умар, Абу-Якуб — главный финансист Хаттаба (офицер спецназа Саудовской Аравии), обезглавлены банды Садаева, Сутиева, Умарова, а полевой командир Абдул Мациев взят в плен.

## Герои отряда

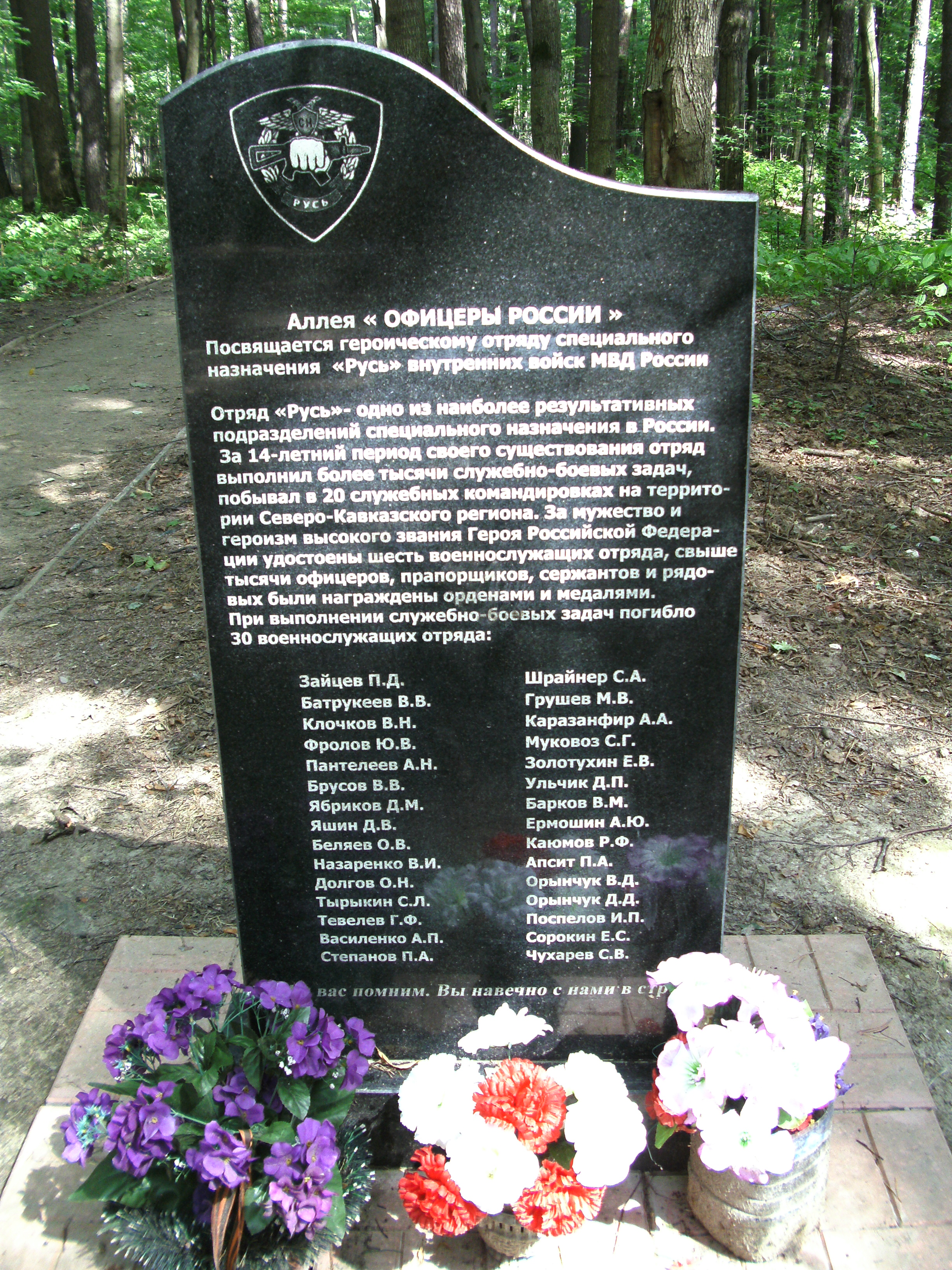
Обелиск памяти погибших при выполнении служебно-боевых задач сотрудников «Руси», Тимирязевский парк Москвы

В ходе выполнения служебно-боевых задач в Чеченской Республике и Республике Дагестан погиб 31 военнослужащий отряда.
За время ведения боевых действий более 250 военнослужащих отряда получили ранения различной степени тяжести.
За личное мужество и героизм, проявленные при выполнении специального задания в Чеченской Республике, более 900 военнослужащих отряда награждены государственными наградами России, в том числе более 240 человек орденом Мужества, шестеро удостоены звания Героя России, трое из них — посмертно:
- рядовой Олег Николаевич Долгов (20 июля 1996; посмертно)
- подполковник Сергей Геннадьевич Юшков (4 февраля 2000)
- прапорщик Сергей Евгеньевич Горячев (4 февраля 2000)
- старший сержант контрактной службы Сергей Александрович Шрайнер (5 марта 2001; посмертно)
- рядовой Евгений Валерьевич Золотухин (10 августа 2001; посмертно)
- майор Игорь Сергеевич Задорожный (11 ноября 2003)

Память о погибших увековечена в монументе, открытом на территории воинской части 25 февраля 1997 года. В 2008 году после расформирования памятник погибшим бойцам спецназа «Русь» был перевезен в подмосковную Балашиху и установлен в микрорайоне Дзержинского, на территории ОДОН. На монументе высечена надпись: «Мужеству и доблести воинов спецназа». Памятник располагался на территории ОДОН, однако в 2014 году в связи с реконструкцией мемориального комплекса дивизии был перенесён во двор школы № 16, где обучаются многие дети действующих военнослужащих внутренних войск правопорядка.
Отряд принимал участие в освобождении заложников в школе Беслана 1 сентября 2004 года.